# Nikolaj Gubenko
Nikolaj Gubenko (russisk: Никола́й Никола́евич Губе́нко) (født 17. august 1941 i Odessa i Sovjetunionen, død 16. august 2020 i Moskva i Rusland) var en sovjetisk filminstruktør, skuespiller og manuskriptforfatter.

## Filmografi
- Prisjol soldat s fronta (Пришёл солдат с фронта, 1971)[1][2]
- Podranki (Подранки, 1977)
- Iz zjizni otdykhajusjjikh (Из жизни отдыхающих, 1980)
- Livets aften (И жизнь, и слёзы, и любовь, 1983)